# Nagroda Literacka im. Juliana Tuwima
Nagroda Literacka im. Juliana Tuwima – polska nagroda literacka za całokształt dokonań literackich, przyznawana od 2013 (reaktywowana w ramach Roku Tuwima) przez Dom Literatury w Łodzi oraz Stowarzyszenie Pisarzy Polskich Oddział Łódź. Celem nagrody jest promocja polskiej literatury współczesnej; wysokość nagrody wynosi 50 000 złotych.
Laureat nagrody wyłaniany jest corocznie przez kilkuosobowe jury. Gala przyznania odbywa się w ramach Festiwalu Puls Literatury w Łodzi.
Autor otrzymuje statuetkę zaprojektowaną przez Zofię Lisiewicz oraz nagrodę pieniężną. Fundatorami nagrody jest Dom Literatury w Łodzi i Urząd Miasta Łodzi.

## Zdobywcy nagrody
- 2013 – Magdalena Tulli[1]
- 2014 – Hanna Krall[2]
- 2015 – Jarosław Marek Rymkiewicz[3]
- 2016 – Michał Głowiński[4]
- 2017 – Ewa Lipska[5]
- 2018 – Izabela Filipiak (Morska)[6]
- 2019 – Małgorzata Szejnert[7]
- 2020 – Wojciech Nowicki[8]
- 2021 – Ewa Kuryluk[9]
- 2022 – Jerzy Jarniewicz[10]
- 2023 – Marek Bieńczyk[11]
- 2024 – Artur Domosławski[12]

## Nagroda publiczności
- 2016 – Kaja Kowalewska[13]
- 2017 – Olga Tokarczuk[14]
- 2018 – Małgorzata Szejnert[15]

## Nominacje
- 2016 – Michał Głowiński, Henryk Grynberg, Jerzy Kronhold, Jacek Łukasiewicz, Piotr Matywiecki, Małgorzata Szejnert, Bohdan Zadura[16]
- 2017 – Ewa Lipska, Dorota Masłowska, Olga Tokarczuk, Józef Hen, Piotr Matywiecki, Marcin Świetlicki, Krzysztof Varga[14]
- 2018 – Jolanta Brach-Czaina, Izabela Filipiak (Morska), Konrad Góra, Urszula Kozioł, Ewa Kuryluk, Piotr Matywiecki, Małgorzata Szejnert
- 2019 – Anna Bikont, Mikołaj Grynberg, Inga Iwasiów, Piotr Matywiecki, Wojciech Nowicki, Jerzy Pilch, Małgorzata Szejnert[17]
- 2020 – Julia Fiedorczuk, Wojciech Nowicki, Zyta Rudzka
- 2021 – Inga Iwasiów, Ewa Kuryluk, Paweł Sołtys
- 2022 – Jerzy Jarniewcz, Renata Lis, Michał Witkowski
- 2023 – Marek Bieńczyk, Julia Fiedorczuk, Dorota Masłowska
- 2024 – Artur Domosławski, Krystyna Miłobędzka, Jan Gondowicz

## Jury
- 2013 – Tomasz Bocheński, Kinga Dunin, Leszek Engelking, Tomasz Łubieński, Dariusz Nowacki, Beata Stasińska, Andrzej Strąk
- 2014 – Tomasz Bocheński, Kinga Dunin, Leszek Engelking, Dariusz Nowacki, Beata Stasińska, Andrzej Strąk
- 2015 – Tomasz Bocheński, Kinga Dunin, Leszek Engelking, Beata Stasińska, Andrzej Strąk
- 2016 – Jarosław Mikołajewski, Krystyna Pietrych, Magdalena Rabizo-Birek, Iwona Smolka, Eugeniusz Tkaczyszyn-Dycki
- 2017 – Jarosław Mikołajewski, Krystyna Pietrych, Magdalena Rabizo-Birek, Iwona Smolka, Eugeniusz Tkaczyszyn-Dycki
- 2018 – Maciej Świerkocki (przewodniczący), Paulina Małochleb, Anna Marchewka, Michał Nogaś i Jarosław Mikołajewski
- 2019 – Maciej Świerkocki (przewodniczący), Paulina Małochleb, Anna Marchewka, Michał Nogaś, Maciej Robert
- 2020 – Maciej Świerkocki, Paulina Małochleb, Michał Nogaś, Anna Marchewka
- 2021 – Barbara Piegdoń-Adamczyk, Kacper Bartczak, Maciej Robert, Maciej Świerkocki, Anna Marchewka[9]

- 2022 – Barbara Piegdoń-Adamczyk (przewodnicząca), Kacper Bartczak, Anna Marchewka, Maciej Robert, Maciej Świerkocki[18]
- 2023 – Anna Marchewka (przewodnicząca), Paulina Frankiewicz, Barbara Piegdoń-Adamczyk, Michał Tabaczyński, Grzegorz Wysocki[19]
- 2024 – Anna Marchewka (przewodnicząca), Paulina Frankiewicz, Grzegorz Jankowicz, Michał Tabaczyński, Grzegorz Wysocki

## Nagroda Translatorska im. Ireny Tuwim
W październiku 2024 roku Dom Literatury w Łodzi powołał Nagrodę Translatorską im. Ireny Tuwim, która ma być przyznawana na wspólnej gali z Nagrodą Literacką im. Juliana Tuwima. Celem nowego wyróżnienia jest uhonorowanie wybitnych tłumaczy i tłumaczek literatury światowej na język polski. Nagroda wynosi 10 tys. zł i zostaje przyznana za "dzieło o wysokich wartościach artystycznych, które włącza do języka polskiego elementy inkluzywności językowej i społecznej". Laureat otrzymuje również statuetkę wykonaną przez Andrzeja Czaplińskiego. Patronka nagrody, Irena Tuwim, była autorką ok. pięćdziesięciu tłumaczeń literackich m.in. Chaty wuja Toma, Baśni Braci Grimm czy Kubusia Puchatka.
Kapituła: Anna Marchewka (przewodnicząca), Paulina Frankiewicz, Grzegorz Jankowicz, Michał Tabaczyński, Grzegorz Wysocki. Na stanowisko Sekretarza Nagrody powołano Martę Zdanowską.
Nominacje w 2024 roku:
- Hanna Jankowska
- Tomasz Pindel
- Magdalena Pytlak

Laureatka: Magdalena Pytlak